# Slaget ved Covadonga
Slaget ved Covadonga blev udkæmpet nær ved klippehulen i Covadonga i Asturien (sydøst for Cangas de Onís i bjerggruppen Picos de Europa). Det var dér, den asturiske kong Pelayo besejrede en maurisk hærafdeling i 722 (eller 718). Sejren, de kristnes første efter den muslimske erobring af den Iberiske halvø, anses for at være indledningen af den kristne tilbageerobring (Reconquista) af landet. Den moderne forskning betvivler ikke, at den har fundet sted, for den nævnes også i muslimske kilder. Men den var muligvis mere en træfning end et egentligt slag. Den kristne historieskrivnings fremstilling af dens betydning ("Covadonga-myten") afviser historikerne i dag som utroværdig.

### Kristne kilder
Hovedkilderne til disse begivenheder er langt senere: dels en krønike, som kong Alfonso III (866–910) lod nedskrive, dels Crónica Albeldense, der blev til ved hoffet, og som blev afsluttet i 883. I Alfons IIIs krønike kom det til forhandlinger før slaget. Her tilbød muslimerne fordelagtige fredsbetingelser gennem en biskop Oppa, som de havde medbragt. Pelayo skulle ikke bare beholde sit rige under muslimsk overhøjhed, men også få en traktatlig politisk selvstændighed af et vist omfang. Ifølge krøniken afviste Pelayo dette tilbud, og derpå begyndte slaget, hvor 124.000 muslimer mistede livet deriblandt feltherren Alqama. Under flugten skal yderligere 63.000 være omkommet. Resultatet var ifølge denne fremstilling, at guvernør Munuza, der ikke havde deltaget i slaget, måtte forlade sin residens i Gijón og blev dræbt under flugten. Ikke én eneste muslim overlevede nord for passene i de Kantabriske bjerge.

### Muslimske kilder
De muslimske kilder er heller ikke samtidige, og de fremstiller krigshandlingerne som ubetydelige kampe. Ifølge dem blev en enhed på 300 kristne oprørere omringet og næsten fuldstændigt udslettet. Til sidst var kun Pelayo og 30 udsultede soldater tilbage, og dem lod man undslippe, da det havde krævet en uforholdsmæssigt stor anstrengelse at tilintetgøre dem i det vanskelige terræn.

### Vurdering af kilderne
Begge parters kilder er langt fra hinanden og sikkert også fra den historiske virkelighed. I den kristne historieskrivning blev Covadonga overvurderet og gjort til en myte, mens kampen blev bagatelliseret hos de muslimske historikere. Den asturiske skildring er præget af en ”nygotiskhed”, som skulle begrunde det asturiske kongehus opfattelse af, at deres herredømme kunne betragtes som en genskabelse eller genoprettelse af visigoternes rige. De grænseløst overdrevne tabstal skulle bevise, at den kristne sejr var et under og resultatet af guddommelig hjælp. Den muslimske fremstilling er ligeledes utroværdig, for hvis man følger dens opgivelser, er det ubegribeligt, at Pelayo kunne konsolidere sit asturiske rige omkring hovedstaden Cangas de Onís, uden at muslimerne kunne forhindre ham i det. Slaget har desuden en vigtig plads i den spanske (og portugisiske) nationalmyte, som nationens fødselstidspunkt.

## Baggrund
Efter muslimernes sejr i det afgørende slag ved Rio Guadalete (i juli 711), hvor visigoternes konge, Roderik faldt, blev hans rige udslettet. Fra 711 til 714 blev hele det visigotiske kongerige i Hispania erobret af muslimer fra Nordafrika (Berbere og Arabere), som etablerede al-Andalus. Sejren ved Covadonga var den første kristne sejr over muslimske styrker siden 711, og den er derfor regnet som et vendepunkt, hvorfra en lang generobringskrig begyndte. Ifølge den asturiske overlevering var Pelayo (latin: Pelagius) en adelig visigoter, der havde tilhørt Roderiks hird som spat(h)arius ("sværdmand"). Han trak sig tilbage til Asturien, hvor hans familie tilsyneladende havde sine rødder og var vel anset. Der gik han i tjeneste hos den muslimske guvernør, Munuza, og indordnede sig altså med de nye magthavere. Munuza ville giftes med Pelayos søster, formodentlig for at sikre sin magt i regionen gennem en forbindelse med denne fremtrædende slægt. Pelayo afviste dog at give sin tilladelse, og da Munuza satte sig ud over den forhindring, kom det til fjendtlighed, og Pelayo flygtede til en afsides bjergegn for at indlede sin opstand. I 718 lod han sig vælge til konge eller "fyrste" (princeps) af sine tilhængere. I begyndelsen foretog muslimerne, der var beskæftiget med deres ekspansion nord for Pyrenæerne, sig tilsyneladende ikke noget, og først fire år senere udsendte de i 722 en hærstyrke, der skulle slå opstanden ned.

## Slagets gang
De muslimske og kristne kilder er meget uenige om kampens forløb, og også i den moderne forskning er næsten alt andet end stedet under diskussion. Selv dateringen er ikke afklaret med sikkerhed. Efter en grundig undersøgelse kom den fremtrædende spanske historiker Claudio Sánchez-Albornoz til det resultat, at slaget fandt sted i 722. I første omgang fik denne opfattelse tilslutning, men i den senere tid går nogle forskere ind for en tidligere dato (718). Det står egentlig kun fast, at det var ved Covadonga, at muslimske troppers forsøg på at ødelægge Pelayos hærstyrke mislykkedes.

## Kendsgerningerne
Man må fastslå, at der er blevet kæmpet, og at det åbenbart drejede sig om en sejr for oprørerne. Omfanget og betydningen kan dog ikke afgøres nærmere af mangel på troværdige kilder. Tilsyneladende undervurderede muslimerne Pelayos opstand, og derfor lod de være med at undertrykke ham energisk efter nederlaget ved Covadonga. Begge siders beretninger går ud fra, at den muslimske styrke var talmæssigt overlegen ved Covadonga. Asturerne havde på den anden side fordelen af et bedre kendskab til et landskab, der var vanskeligt for angriberen.
I realiteten undgik muslimerne at trænge ind i det bjergrige Asturien, som det heller ikke var lykkedes deres forgængere, visigoterne, at underlægge sig. I stedet koncentrerede de deres styrker om en invasion af det langt rigere Frankerrige nord for Pyrenæerne. Her led de dog en række nederlag til en alliance af kristne riger, ledet af frankeren Karl Martell, og de måtte derfor opgive ekspansion mod nord. Kamppausen gav asturerne mulighed for at konsolidere sig som et kongerige, der senere kunne ekspandere på muslimsk territorium, og derved skabe plads til en kristen forpost på den muslimsk dominerede halvø.

## Mindesmærke
Allerede før slaget var der en mariahelligdom i hulen ved Covadonga. Efter de kristnes opfattelse stod dette sted under himmelsk beskyttelse og kunne derfor ikke indtages af muslimerne. Derfor blev helligdommen til et Maria-valfartssted. På stedet ærer man stadig "Jomfruen af Covadonga", der betragtes som Asturiens beskytter. Hovedmålet for valfarten til Covadonga er den hule, hvor Pelayo skjulte sig før udfaldet mod de angribende fjender. Ifølge en legende ligger Pelayo begravet i kapellet.

## Eksterne links
- Daniel Valledor: La batalla de Covadonga y el origen del reino asturiano Arkiveret 2. november 2011 hos  Wayback Machine En beretning på (spansk), der handler om slaget, Pelayo og kongeriget Asturien.
- Charles Morris: The cave of Covadonga Arkiveret 27. maj 2022 hos  Wayback Machine En beretning på (engelsk) om optakten til slaget, selve kamphandlingerne og om følgerne af slaget.